# Spinula subexcisa
Spinula subexcisa är en musselart som först beskrevs av Philippe Dautzenberg och Fischer 1897.  Spinula subexcisa ingår i släktet Spinula och familjen tandmusslor. Inga underarter finns listade i Catalogue of Life.